# Solanum altissimum
Solanum altissimum är en potatisväxtart som beskrevs av Benitez. Solanum altissimum ingår i släktet skattor som ingår i familjen potatisväxter. Inga underarter finns listade i Catalogue of Life.